# Chartreuse de Bellary
Pour les articles homonymes, voir Bellary.
La chartreuse de Bellary ou  chartreuse de l'Annonciation de la Sainte-Vierge de Bellary  (en Bourgogne, département actuel de la Nièvre) est un ancien monastère, fondé en 1209 par Hervé IV de Donzy et son épouse Mahaut de Courtenay. Isolée dans les bois et située à sept kilomètres du bourg, la chartreuse de Bellary se trouve sur le territoire de la commune de Châteauneuf-Val-de-Bargis. C'est aujourd'hui une propriété privée.

## Histoire

### Étymologie
Le nom de Bellary est vraisemblablement dérivé du vieux français beaularriz, terre en friche. Il existe néanmoins une seconde hypothèse, moins rigoureuse mais plus poétique, selon laquelle un beau jour, en cette clairière, la belle a ri (la belle étant Mahaut de Courtenay).

### À travers les siècles
La chartreuse a été fondée en 1209 par Hervé IV de Donzy pour obtenir du pape Innocent III une dispense pour éviter l'annulation de son mariage avec Mahaut de Courtenay qui est sa cousine au quatrième degré. Après la mort d'Hervé de Donzy en 1218, sa veuve, Mahaut de Courtenay s'est remariée avec le comte Guy de Forez en 1222. En 1230, ils ont renouvelé l'acte de fondation permettant aux moines de terminer la construction de leur église sous le priorat de dom Géralde. Le premier monastère était en bois. Les nouveaux bâtiments en pierre sont réalisés entre 1230 et 1255. Le prieur dom Bartholomée fait édifier le dortoir et le cellier à partir de 1242. Le prieur dom Jean fait construire le chapitre et la chapelle qui le surmonte et commence le petit cloître. Un second prieur Bartholomée, entre 1252 et 1258, continue sa construction et entreprend le réfectoire. Le cloître n'est pas terminé à sa mort car la chronique de la chartreuse indique qu'une aile qui n'est pas encore achevée a brûlé pendant le priorat d'Étienne d'Argent. La construction de la chartreuse n'est terminée qu'à la fin du XIIIe siècle. Elle reprend le plan traditionnel des chartreuses depuis la Grande Chartreuse. Le grand cloître était entouré de onze maisons avec leurs jardins de religieux. 
La chartreuse n'échappa pas aux soubresauts de l'Histoire et connut des périodes d'abandon et divers saccages pendant la guerre de Cent Ans et les guerres de Religion. 
Pendant la guerre de Cent Ans, en 1405, alors que la chartreuse est prospère, elle est pillée par les Anglais qui en ont chassé les moines. Ceux-ci ne sont revenus qu'en 1408. La ville de Nevers donne aux moines un secours de 100 sols tournois pour relever les bâtiments. Elle est réunie pour un temps à la chartreuse Sainte-Marie du Val-Saint-Georges qui est ruinée. Les religieux sont de nouveau chassés de Bellary par les Anglo-Bourguignons en 1423. Ils se réfugient au Val-Saint-Georges. La chartreuse est exemptée de décimes par Charles VII. Eugène IV accorde des indulgences pour sa reconstruction. Elle est relevée sous le priorat de dom Guillaume Rousseau. En 1443, un ouvrier met accidentellement le feu au clocher de l'église. En 1462, la chartreuse n'abrite plus que 5 moines et un convers. 
Au début du XVIe siècle la chartreuse connait un début de renouveau. En 1514, trois cellules sont aménagées. Puis le chapitre général prescrit la reconstruction du cloître et l'édification de nouvelles cellules. Le prieur dom Guillaum Bruneau a réparé les bâtiments, les cellules et reconstruit le petit cloître entre 1509 et 1525. En 1559, la foudre provoque un incendie. Le roi François II autorise les moines à couper du bois pour réparer le cloître et l'église. En 1568 les Calvinistes de La Charité-sur-Loire incendient la chartreuse. Les sept religieux se réfugient à Donzy. Ils reviennent en 1571 mais sont de nouveau dispersés en 1587. La chartreuse n'est plus occupée pendant plus de vingt ans. Sa suppression est envisagée. Les religieux reviennent en 1602. Le nouvel autel est posé en 1610 et le prieur dom François Cottin peut célébrer la messe le 11 avril.
La chartreuse est rénovée en 1727. En 1752, son revenu annuel était de 15 à 16 000 livres. Quarante ans plus tard, il était de 20 411 livres. Dans la région, en effet, la chartreuse jouait un rôle économique de premier plan. Elle en était le principal propriétaire terrien et fournissait du travail à bon nombre d'habitants. L'adoucissement de la règle a conduit au réaménagement d'un vaste bâtiment qui subsiste à l'ouest du petit cloître. Il comporte cinq chambres de religieux. Le pavillon situé à son extrémité est probablement le logis du prieur. Le plus intéressant dans ce bâtiment est l'escalier. Il est postérieur au bâtiment. Il date probablement de 1788, date inscrite sur le portail du bâtiment d'entrée. 
En avril 1791, la chartreuse fut finalement vendue comme bien national à un certain Domenge Pic de la Mirandole pour la somme de 100 200 livres et transformée en exploitation agricole.
En 1850, la propriété de Bellary, appartenant alors à M. André Bret, est mise en vente après saisie immobilière au prix de 100 000 francs.

## Protection
La grande chapelle, la chapelle annexe et la sacristie, le grand réfectoire du XVIe siècle, ainsi que le  portail du pavillon d'entrée, font l’objet d’une inscription au titre des monuments historiques depuis le 20 octobre 1971.

## Architecture
La chartreuse de Bellary constituait un ensemble de divers bâtiments, dont certains ont disparu ou ont été totalement transformés : église, maison du prieur, petites maisons des religieux, cloître, porte monumentale de style dorique (sur laquelle figure la date de 1788), salle de Malgouverne (destinée à l'accueil des laïcs), chapelle, moulin, pressoir, granges, écuries, etc. On y trouvait également le cimetière des chartreux.
À cinq cents mètres à l'ouest de la chartreuse se trouvaient une habitation destinée aux frères convers, appelée « maison basse », et la chapelle Saint-Laurent.
Le tabernacle-retable de l'église est aujourd'hui exposé au musée Auguste-Grasset de Varzy (58). La grille d'entrée du cimetière de Beaumont-la-Ferrière provient de la chartreuse.

## Dates mémorables
- 1209 : fondation de la chartreuse[1]
- 1230 : achèvement de la construction de l'église[1]

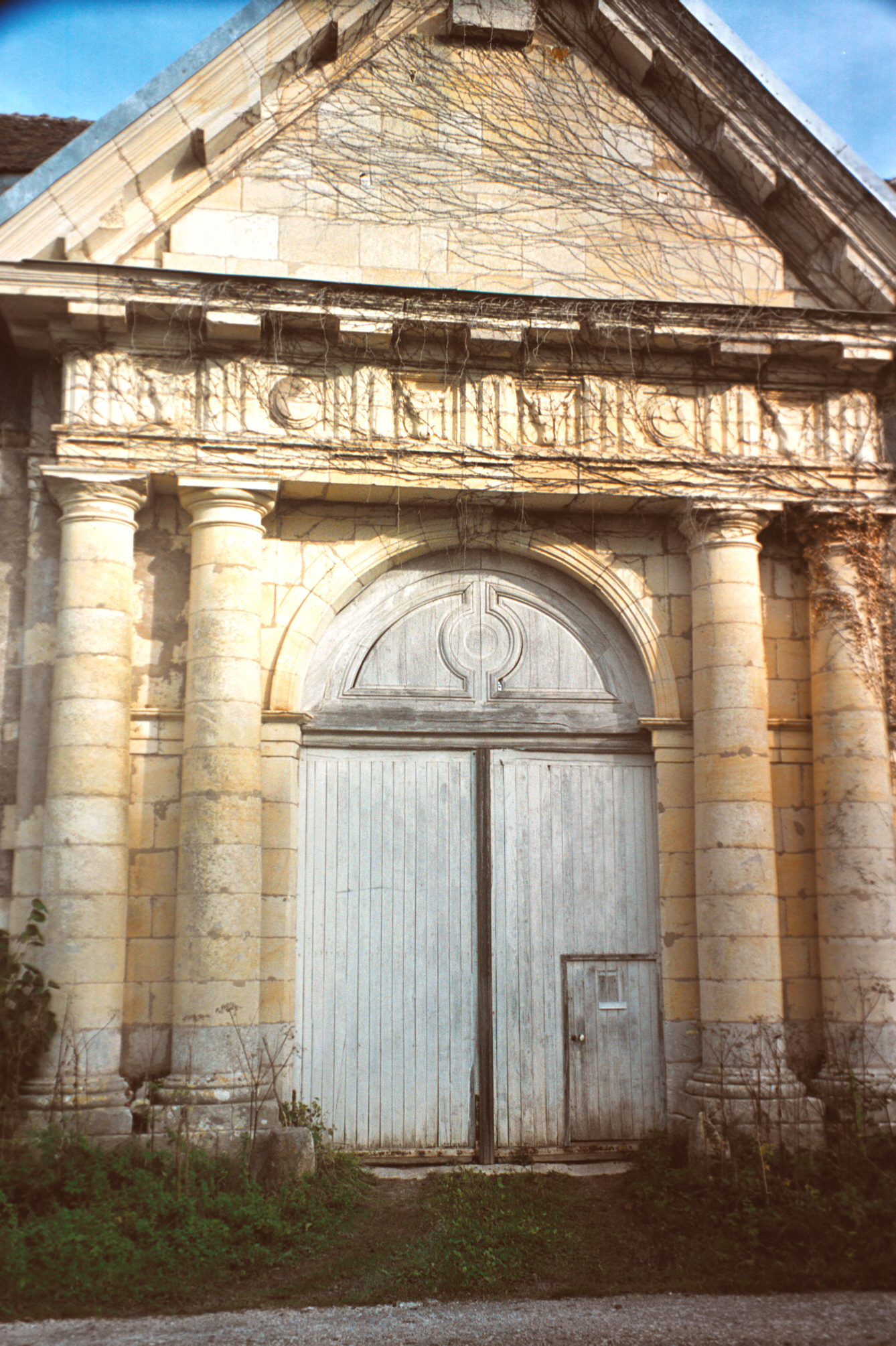
Le portail

- 1405 : pillage par les Anglais[1]
- 1568 : incendie par les huguenots[1]
- 1791 : vente[1]

## Prieurs
La chartreuse est soumise à l'autorité d'un prieur. Selon les époques, le nombre de religieux établis à Bellary variait de sept ou huit à une quinzaine. L'abbé Charrault, dans son Histoire de la chartreuse de Bellary, dresse la liste des prieurs de la chartreuse, accompagnée pour chacun d'eux d'une brève notice biographique.

## Héraldique
|  | Selon la tradition cartusienne, la chartreuse portent les armes de son fondateur Hervé IV de Donzy : « D'azur, à trois pommes de pin versées d'or. » Selon l'édit de 1696, les armes de la chartreuse se blasonnent ainsi : « D'azur à une Vierge tenant son Enfant Jésus sur le bras gauche d'or, le tout dans une niche de même, et au-dessous de la Vierge un saint-Bruno d'argent à genoux et tenant les mains jointes devant sa poitrine (blason de droite). » |

## Galerie
Vues de la chartreuse en 1951 (photos de Jean-Louis Coignet).

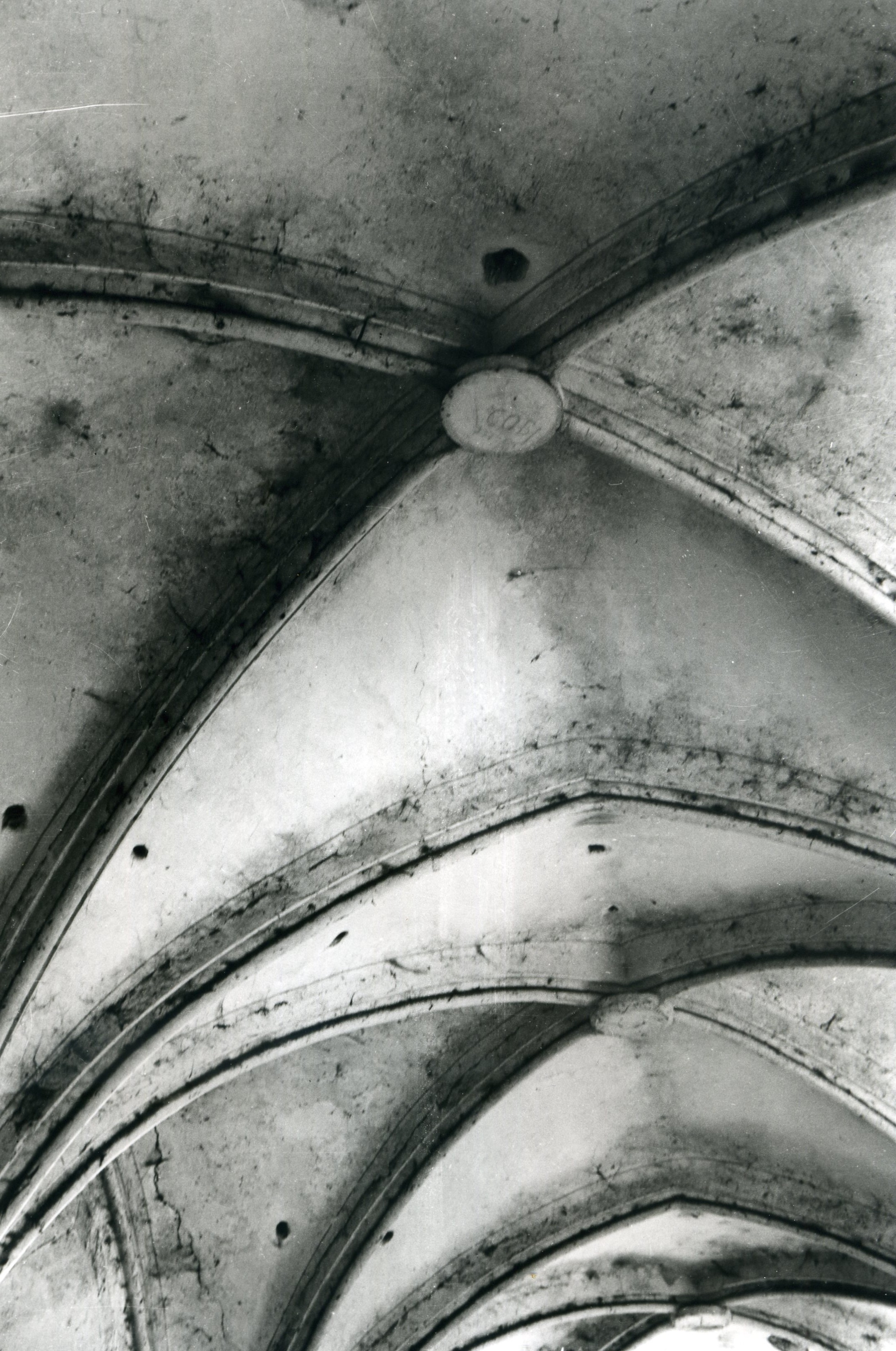
Voûte de l'église.
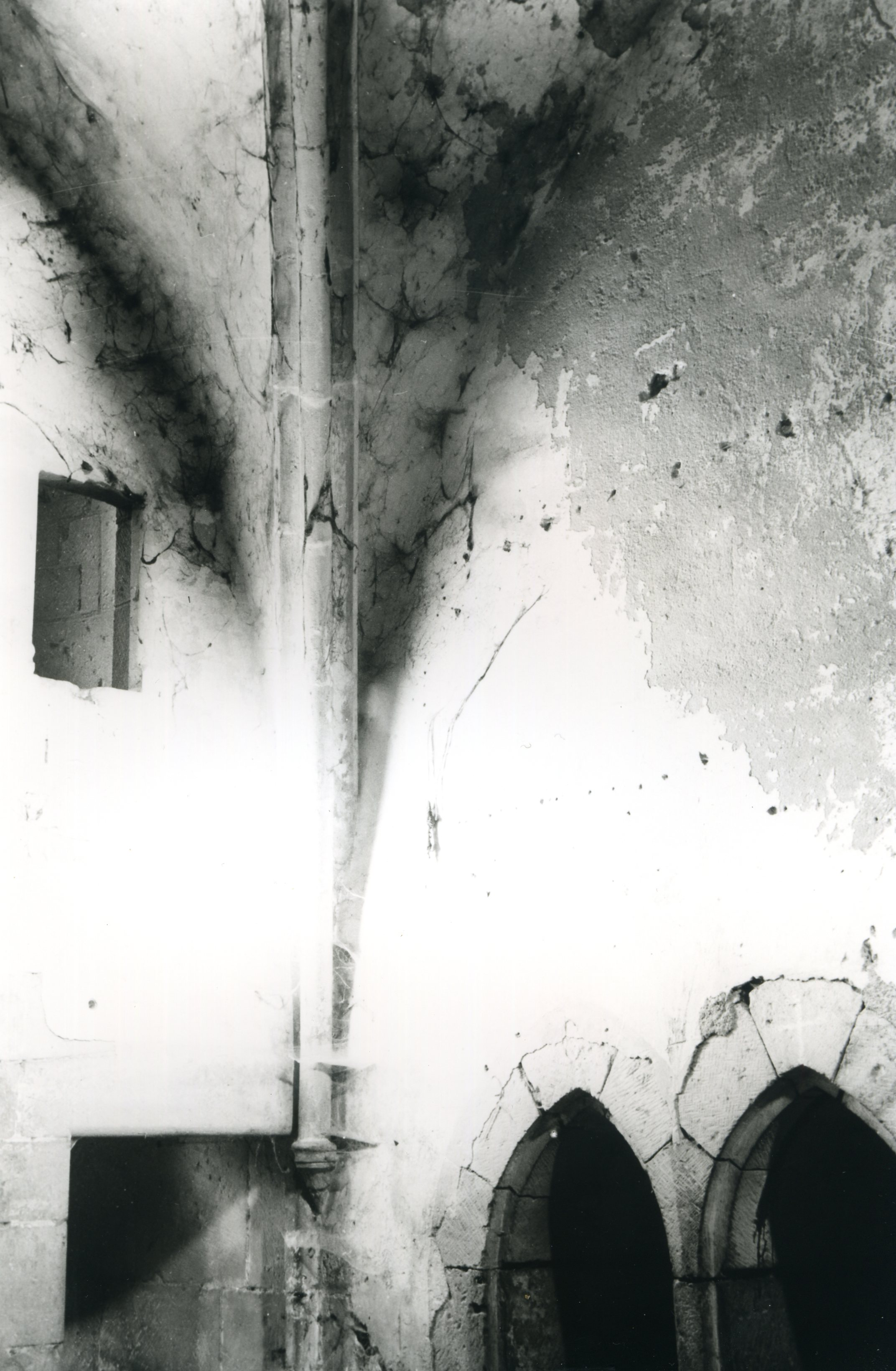
Cloître.
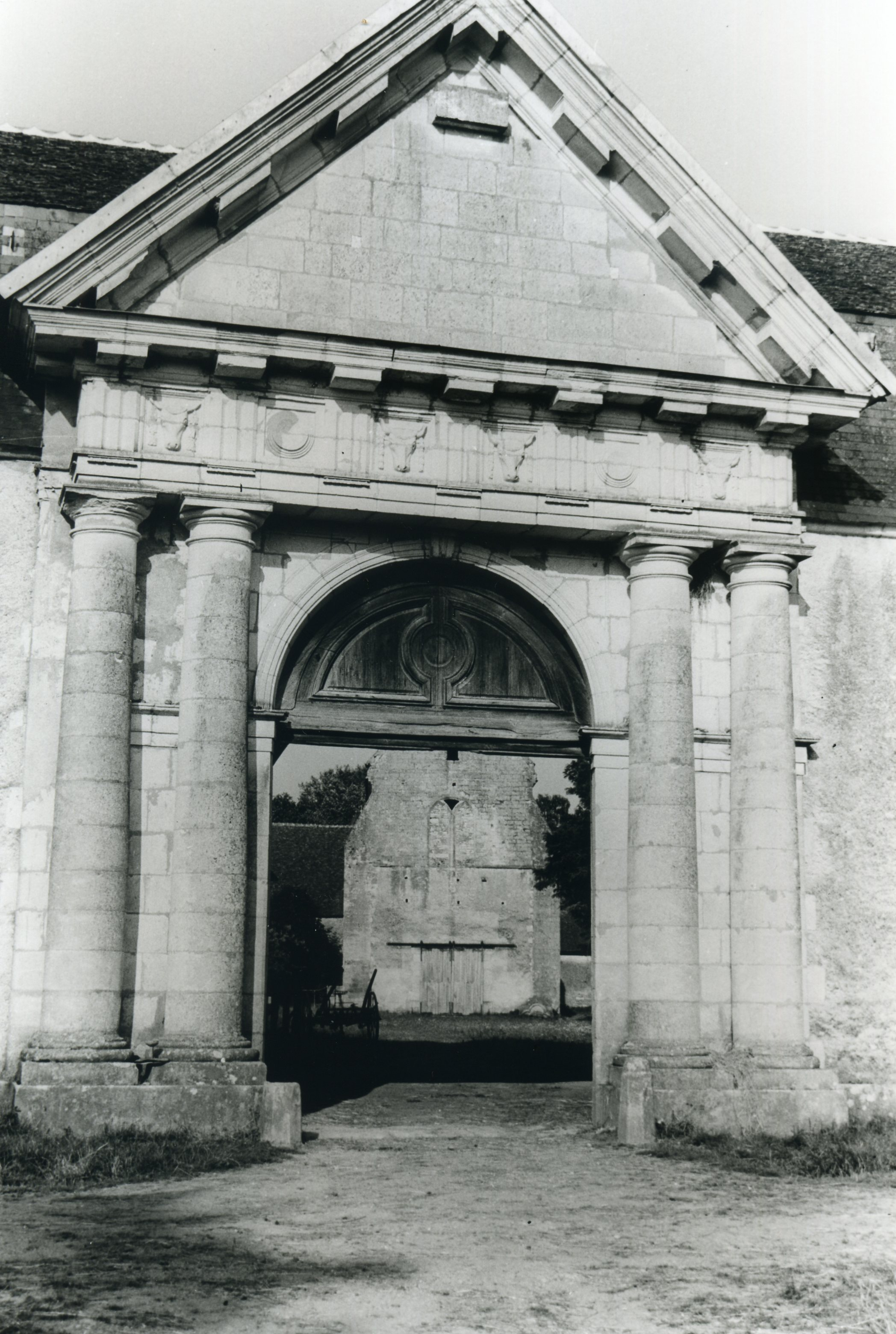
Portail de style dorique.
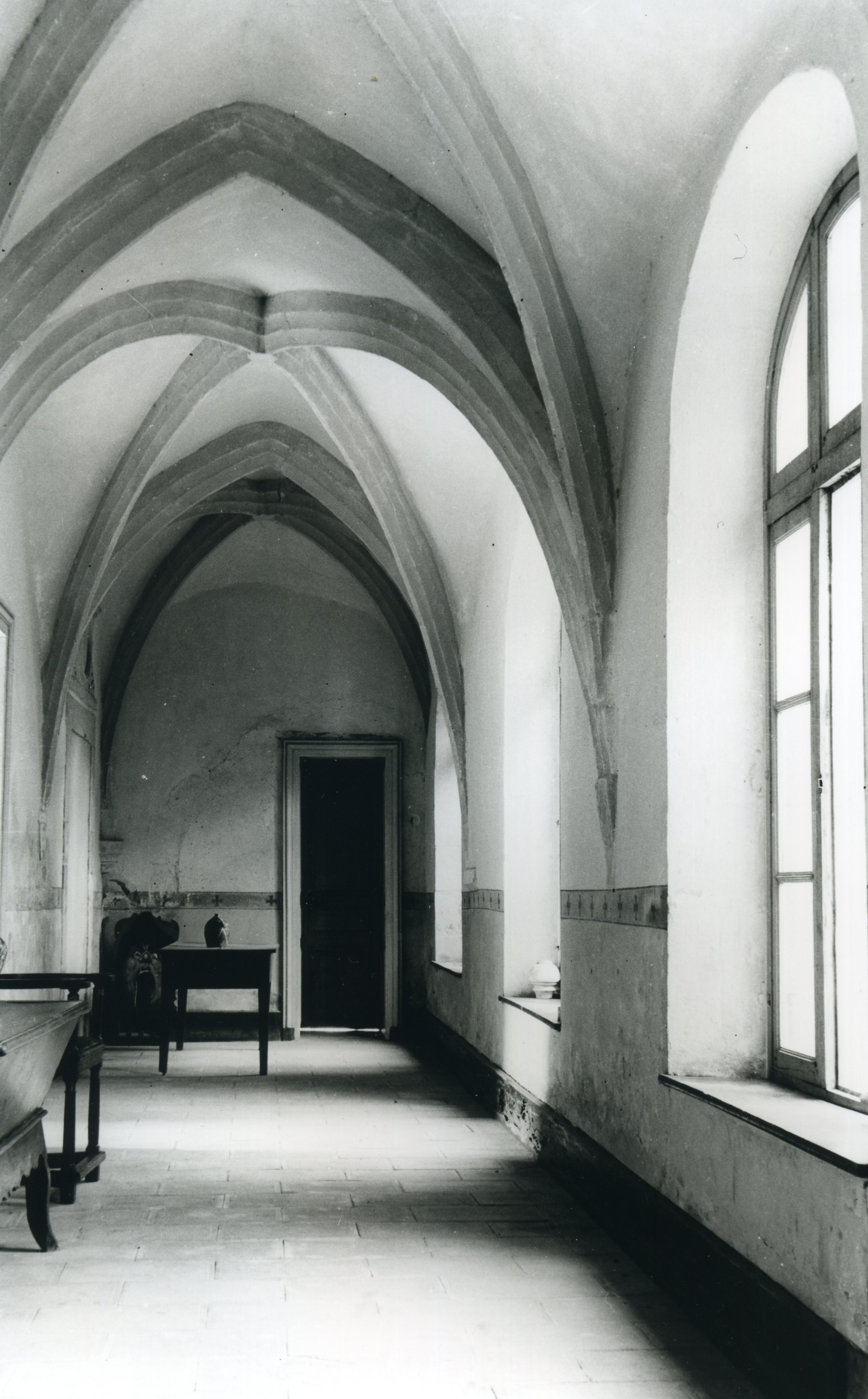
Cloître.
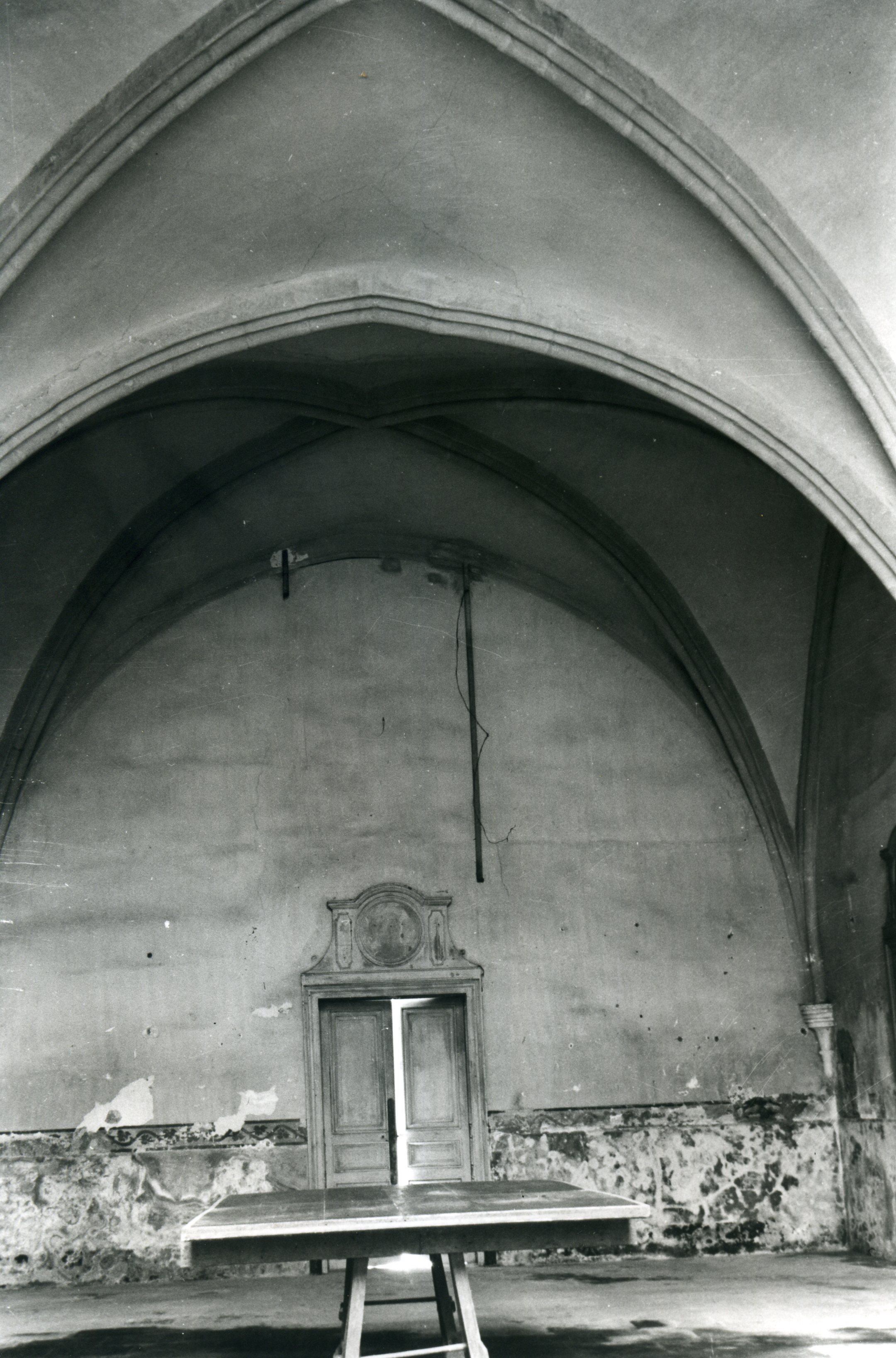
Ancien réfectoire des moines.

## Titres, propriétés, revenus
La chartreuse avait des biens à Pouilly-sur-Loire, Narcy, La Charité-sur-Loire, Suilly-la-Tour mais aussi dans les communes énumérées ci-dessous… En témoigne la liste suivante, non exhaustive, :
- Chasnay : manœuvrerie[19].
- Châteauneuf-Val-de-Bargis : domaine du Bazin (bourg)[20], Chamboyard, Châtelet, Martellerie (bourg), Prélong, domaine des Reaux (Chamery), tuilerie des Taules.
- Nannay : domaine de Malvoisine.
- Sainte-Colombe-des-Bois : moulin de la Berlière[21]. En 1714, la seigneurie de Sainte-Colombe-des-Bois est acquise de la famille de Chabannes par les chartreux de Bellary[22].
- Vielmanay : La Bonnetterie, Le Lignou, La Samsonnerie[23], La Tour, plusieurs étangs.

### En littérature
- La Malédiction de Bellary est une bande dessinée de Jacques Mazeau en six volumes (éditions Glénat).
- La Chartreuse de Bellary est l'un des poèmes composant le recueil de poésies posthumes de Hippolyte Guérin de Litteau, Légendes, Librairie centrale (Paris), 1863. Il se termine par ce quatrain :

« Voilà pourquoi, plus tard, une sainte Chartreuse

Consacra ce doux coin de la vallée ombreuse,

Qu'en amer souvenir de son enfant chéri,

Le vieux comte appela du nom de Belle-a-ri. »